# Helleflynder (film)
Helleflynder er en dansk børnefilm fra 2015 instrueret af Jesper Quistgaard.

## Handling
En talentløs dirigent, der er fuldstændig besat af fisk, tager drastiske metoder i brug for at undgå fyring fra den koncertopsætning, han på forunderlig vis er blevet hyret til at lede.

## Medvirkende
- Rudi Køhnke, Niels-Henrik Jensen
- Claus Flygare, Torben M. Hatter